# 스위스 연방수상

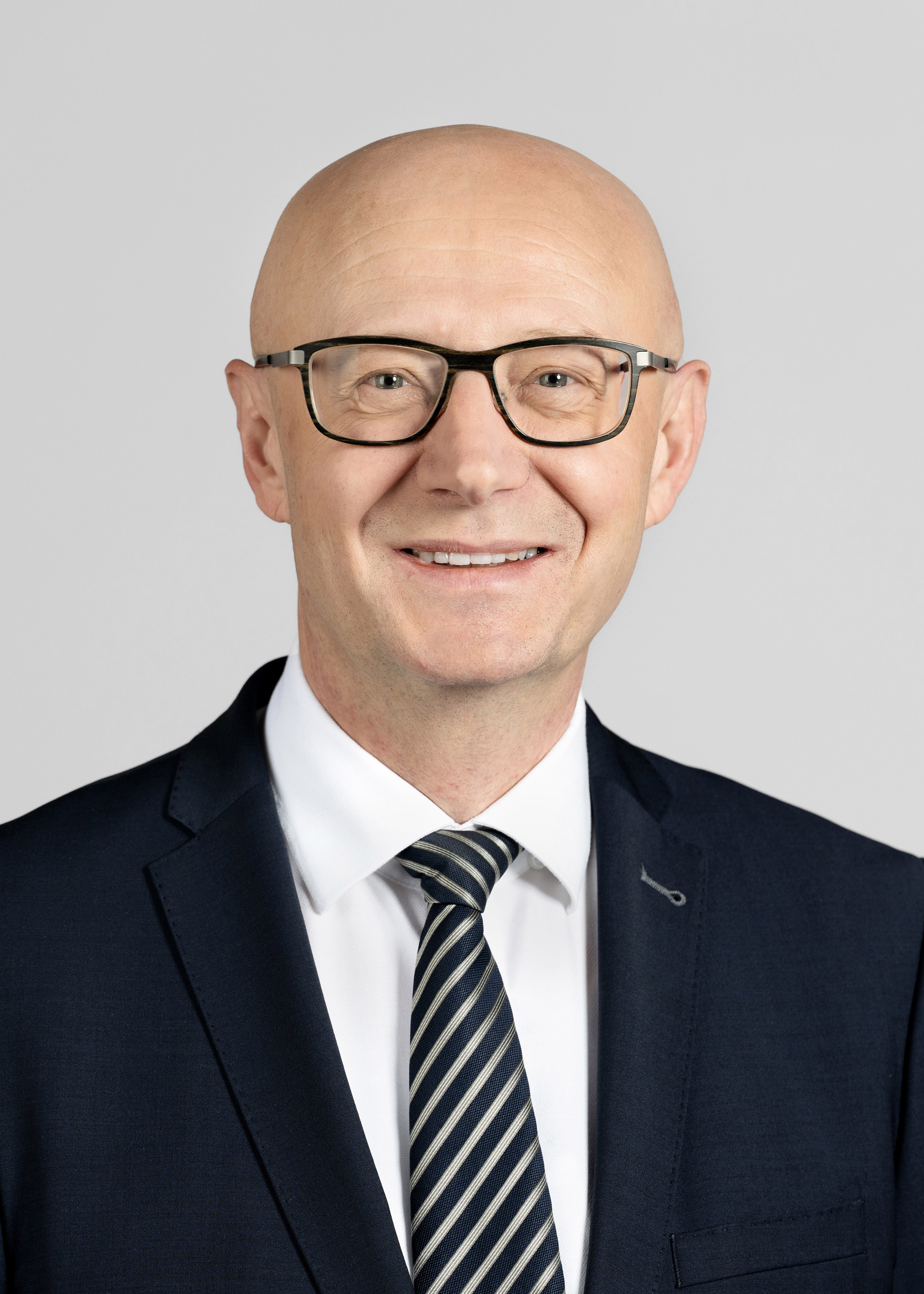
현 연방총리 빅토르 루씨

스위스 연방수상(독일어: Bundeskanzler(in), 프랑스어: Chancelier(-ière) fédéral(e), 이탈리아어: Italian: Cancelliere(-a) della Confederazione, 로만슈어: Chancelier(a) federal(a))은 스위스 연방평의회 소속 집행위원들이 내리는 국정을 수행하는 직책이다.